# Ubuntu Music
Ubuntu Music ist ein britisches Jazzlabel, das seit 2013 besteht.
Das Musiklabel Ubuntu Music, Teil der Ubuntu Management Group, wurde 2013 von dem Manager Martin Hummel (1955–2025) und dem Trompeter Quentin Collins gegründet. Erste Produktion war Nice to Meet You, ein Album der Sängerin Noemi Nuti, an dem auch Quentin Collins mitwirkte. Auf dem Label erschienen seitdem 145 Tonträger [Stand 2025] u. a. von Jeff Ballard, David Bowden, Darius Brubeck, Alina Bzhezhinska, George Colligan, James Copus, Josephine Davies, Richard Fairhurst, Tim Garland, Camilla George, Will Glaser/Liam Noble, Calum Gourlay, Laurence Hobgood, Ant Law/Brigitte Beraha, Allison Neale, Nigel Price, Matt Ridley und Martin Speake, außerdem der Dameronia’s Legacy All-Stars.
Der Name des Labels ist von Ubuntu, einem Begriff aus den Sprachen der afrikanischen Völker Zulu und Xhosa abgeleitet und steht für „Menschlichkeit“ und „Gemeinsinn“.